# Station Umahori
Station Umahori (馬堀駅,  Umahori-eki) is een spoorwegstation in de Japanse stad Kameoka in de prefectuur Kyoto. Het wordt aangedaan door de Sagano-lijn. Het station heeft twee sporen, gelegen aan twee zijperrons.

## Treindienst

### JR West
| 1 | ■ Sagano-lijn | richting Nijō en Kioto     |
| 2 | ■ Sagano-lijn | richting Kameoka en Sonobe |

## Geschiedenis
Het station werd in 1935 geopend. In 1989, na het omleggen van de Sagano-lijn, werd het station verplaatst.

## Stationsomgeving
- Station Torokko Kameoka aan de Sagano Kankō-lijn
- Tokuju-tempel
- Shinomura Hachiman-tempel
- Sōden-schrijn
- Ōji-schrijn
- Hozu-vallei
- Bibliotheek van Kameoka, afdeling Umahori
- Stedelijk ziekenhuis van Kameoka
- Super Matsumoto (supermarkt)
- Heiwadō (supermarkt)
- Lawson
- Autoweg 9

Kioto · Tambaguchi · Nijō · Emmachi · Hanazono · Uzumasa · Saga-Arashiyama · Hozukyō · Umahori · Kameoka · Namikawa · Chiyokawa · Yagi · Yoshitomi · Sonobe (>>San'in-lijn)